# 陳興濤
陳興濤（1958年—），香港商人，農塲餐廳(已結業)創辦人，經商生涯曾多次破產，近年輾轉於石湖墟、長洲及深水埗重操故業。

## 簡歷

### 早年
陳興濤出身寒微，早年就讀於潮商小學，小一至小二就讀全級成績最差的智班，小三升讀禮班，小四升讀義班。中文由陳雲教授，數學由許興立教授。小學六年級搬往華富邨居住，曾派報紙以幫補家計，及於天喜樓賣點心，日薪約五元，可享工作餐一餐。小六時成績全班倒數，後奮發圖強，考獲全班前十名，並以此成績報讀聖伯多祿中學。中學時期向同學兜售及出租成人書籍以賺取金錢。於聖伯多祿中學中五畢業後，因家庭原因未有升讀中六、中七。曾在聖類斯中學夜間課程擔任校工，工時偷聽老師所教內容。後以自修生身份報考香港中文大學新聞系，不過未獲取錄。其後進入香港大學主修中國歷史。大學二年級時，他受梁淑怡提拔，擔任電影《有理冇理》配角。1981年於文學院畢業後，以3,000港元到歐洲旅遊9個月，並於餐廳工作賺取旅費。他返回香港後，曾任職家具店推銷員，之後擔任過一年中學教師。1983年他進入飲食界，擔任Pizza Corner店長，因工作能力得到賞識，最終成為股東。然而其生平多由陳興濤向傳媒自述而得，部份內容真確性暫無可考。

### 創業
1987年，陳興濤與其他股東張生合資75萬港元創辦「農塲餐廳」，在中環威靈頓街54號開設第一間分店。他以獨特的方法管理餐廳，例如禁止員工說粗口，也禁止廚房員工抽煙等。
全盛時期，農塲餐廳擴展至48家分店，僱員達1,300人，每天營業額接近20萬港元。當時他居於半山旭龢道3,400呎住宅，擁有3部汽車，3名傭人及司機。
陳興濤於1999年11月至2001年6月亦為18間公司的董事。
| 公司名稱         |
| ---------------- |
| 世璋服務有限公司 |
| 凌博有限公司     |
| 致雄國際有限公司 |
| 遠福發展有限公司 |
| 海福發展有限公司 |
| 高意發展有限公司 |
| 享明發展有限公司 |
| 滿寧投資有限公司 |
| 德年發展有限公司 |
| 穩溢發展有限公司 |
| 頤城投資有限公司 |
| 高啟發展有限公司 |
| 冠善發展有限公司 |
| 豐威集團有限公司 |
| 常添發展有限公司 |
| 雄嘉發展有限公司 |
| 農塲餐廳有限公司 |
| 源和有限公司     |

### 破產
1997年亞洲金融風暴爆發，當時陳興濤以為事件很快會過去，反而私人擔保向銀行借貸，取得一筆流動資金繼續經營，以支付租金及員工薪酬。可惜一年後資金耗盡，生意無法維持，結果於被業主入稟高等法院申請把公司清盤及申請個人破產，2001年3月20日，被法庭頒令清盤。他欠債超過1,000萬港元。
破產後，陳興濤轉為小販售賣兒童書籍，主要出售《哈利波特》，並以3個膠箱盛載140本中英文書籍，於香港各區擺檔出售；並一家遷往西灣河一個400平方呎單位居住，月租4,500港元。2001年12月18日，他曾借用兒子的校呔參加香港大學90周年校慶晚宴。2002年1月，他曾為蘋果日報撰寫文章，講述其創業至破產等人生經歷。2003年SARS疫症期間，他又擺攤檔出售口罩及消毒衛生用品。

### 東山再起
陳興濤的破產令在2005年解除，2006年初，破產管理署申請於高等法院頒令取消陳興濤的董事資格4年，他向上訴庭提出上訴得直，其董事限制期由四年減至三年半，於2009年8月屆滿。2007年，他任職於珠海嘉信食品發展有限公司，擔任食品推銷工作。他亦於2月1日在九龍藍田一商場開設店舖，銷售圖書、文具與食品。他更計劃東山再起，重新創辦農塲餐廳，並已透過其好友籌得部份資金。
2008年，他分別在上水石湖墟市政大樓街市熟食中心和葵芳葵涌廣場重新開業，店名「農家意粉」。同年7月，他就被撤銷董事資格4年的裁決提訴得直，獲准減至3年半至2009年8月。他表示與數名舊同學已決意在禁任董事限期屆滿後，在灣仔鬧市開設「農家意粉」，但會到餐廳賺的錢可以清還舊債時，他才會用回「農塲餐廳」的名字。

### 再欠債結業
2008年起，農家意粉先後在上水、葵涌、長沙灣、深水埗及粉嶺開設五間分店。因經營不善致入不敷支，六年蝕過千萬元，四間分店已先後結束營業。上水的最後一間分店，亦於2015年1月7日結束營業。陳興濤揚言半年後籌措三百萬元，再捲土重來。
2015年7月，他於深水埗九江街開設「農家妹」餐廳。2020年5月，他受朋友三十二萬港元資助，於長洲開設「農塲餐廳」，揚言目標是100間分店。長洲的農塲餐廳因經營不善，只經營了幾個月，便於同年9月結束營業。
2021年，他將九江街的「農家妹」餐廳重新命名為「農塲餐廳」。2023年10月，陳興濤在其Facebook專頁出文稱，深水埗南昌街的農塲餐廳曾被債主淋紅油，並直言農塲餐廳即將結業。
2023至24年間，頻發於Facebook各大群組出貼闡述理想及吸引關注，並多次與網民，特別是「農塲餐廳關注組」成員展開罵戰。認為網民只會挖苦他，並必定追究。更曾情緒激動，持刀拍片威脅要殺害批評他的人士，懷疑已經精神失常。
2024年6月，他在其Facebook專頁出文稱欠交1,000元電費，曾要求每日繳交少許，但被中電拒絕而直接截電。直至九江街分店結業仍未結清欠費，尚欠19,988元。
2025年2月，他正式結束最後一間農塲餐廳的營業。輾轉數日後與元朗下白泥菜農及粉嶺蜜農合作，並於九龍城以短租形式兜售本地蔬菜及蜂蜜。2025年3月9日，他再次結束九龍城菜檔的營運。

## 訴訟
2022年，藝人余德丞偕拍檔在農塲餐廳進食蒜蓉汁羊架意粉、牛肋骨配牛肝菌汁等菜式後在Youtube拍片批評該店食物質素，陳興濤深感不滿並前往深水埗警署報案及到小額錢債審裁處入稟，指控余德丞等人「詐騙」、「民事盜用場地」及「誹謗」，追討店鋪租金及電費共1446元。裁判官指余德丞明顯不涉欺詐言行，案件瑣碎無聊並駁回申索。
同年12月，陳興濤涉嫌損壞一名前往其餐廳試食的獨立記者的手提電話，被警方以刑事毀壞罪名拘捕。陳興濤獲釋後在個人臉書上留言，要Youtube滾出香港。此案後於2023年11月9日裁決，陳被判罰款3000元及賠償2700元。

## 家庭
陳興濤已婚，有一子兩女。1997年金融風暴後，他將長子交付給英國的親戚照顧，兩個女兒則寄養於香港親友家中。破產後，他曾一家遷往廣東番禺居住。當中陳對於重開餐廳的意向引致女兒在大學退學到其餐廳當幫工，引發不少爭議。2024年，陳於社交媒體透露與妻子、女兒已分居，又貼上與不同女子約會、外出及遊玩的照片。

## 爭議

### 刻薄無良
金融風暴期間，陳興濤因周轉不靈，以農塲餐廳現金券向員工支付薪金，並以餐券可換取溫飽為藉口開脫。另於1999年，他在報章刊登招聘廣告，聘請暑期工在餐廳推銷童話故事書，以一元時薪為底薪招聘銷售員，受到業界批評「離譜」。他反駁此舉可請到「有熱誠、有心為兒童成長作出貢獻」的員工。於長洲經營期間，以時薪四十元請人，低於長洲平均時薪五十元。另因性格問題，與外籍大廚合作一個星期後便分道揚鑣，只得親手烹飪。

### 四處示愛
陳興濤在早年會撰寫文章向股東、員工以至顧客表達公司的經營方向及面對的問題，亦曾把其文章刊登在報章廣告上；而農塲餐廳各分店的牆上，餐廳內的餐牌及餐墊紙上，都印有陳興濤撰寫的人生哲理金句等文章。陳亦曾分別在2019至2023年期間，向時任行政長官林鄭月娥、說好香港故事項目成員，著名導演張婉婷以登報形式發表情書作出「告白」，惟兩位當事人並沒有向其回應。

### 高薪招聘
2022年，陳興濤在其個人Facebook專頁張貼兩張招聘稿，以月薪48,000元「搶人才」，要求為「性別不拘，年齡不拘，經驗不拘，只須來者是一位好人，你肯來，我肯請，有緣則合」，求職者只需向陳興濤Whatsapp其資料，並解釋cooperate與collaborate的分別；夥記和拍檔的異同。2023年，陳興濤透露招聘受到近百查詢，已聘請一位父親，指仍有兩個職位空缺，每位應徵者將獲自己設計的蛋卷作禮物。

### 學歷成疑
陳興濤素以港大舊生身份自居，然而他在眾多平台展示的語文能力屢屢受到網民質疑其學歷真實性。

#### 「場」「塲」之別
陳興濤創辦並命名的農塲餐廳，採用異體字「塲」字而非正體字「場」。質疑者認為，「塲」字部件同「傷」字，且「塲」的字義為螞蟻所起的小土堆或疏鬆土壤，陳興濤作為港大文科生，又是商業機構創辦人，在文字及運程考慮上都應使用正體字「場」。然而，在八十年代的香港，坊間普遍使用「塲」。

#### 錯字連篇
陳興濤在其Facebook個人專頁及各大群組內張貼的帖子常有錯字，如「仆街」寫成「仆班」；「蘿蔔」寫成「羅白」；「band」寫成「bank」。陳興濤亦堅持使用簡體字書寫。質疑者認為，陳興濤自幼在香港接受教育，又於高等學府文學院畢業，不應常犯筆誤及應習慣寫繁體字。然而，陳興濤已屆花甲之年，並以手寫輸入，簡體字便於輸入，偶有錯字在所難免。

#### 讀音問題
陳興濤時常在其Facebook個人專頁及Youtube頻道發佈影片評論時事及分享生活，偶有讀錯音的情況，如「說服」的「說」seoi3時常讀成syut3；「踐踏」的「踐」cin5時常讀成「殘」caan4；評論台海問題時將收復台灣的清朝名將施琅的「琅」long4誤讀成「朗」long5，令觀眾誤以為在講述葡萄牙足球名將C朗。質疑者認為，陳興濤修讀港大中國歷史，不應犯如此基本錯誤。

#### 語意不清
陳興濤偶有語意不清的情況，如「一盒晚餐是一盒湯」及經典名句「你老母即係我老母，我老母即係你老母」，令人費解。於支持屯門一品刀削麵時張貼的大字報：「盧先生︰若有份運！能為此店重開作協力的話，联我*9xxxxxxx 農塲餐廳陳興濤」更是錯字連篇，文句不通。

#### 自詡師長
陳興濤1982年曾於佛教葉紀南紀念中學擔任一年教師，多年來持續致函香港各中學校長宣傳其教育理念。千禧年起，尚有學校如東華三院甲寅年總理中學及香港大學專業進修學院邀請他演講。但隨他社會風評下降，所寄信件皆沒有回音。2024年，他宣佈將教授一百名Band3中一生背誦琵琶行，並拍片示範。但有網民發現他將「初為霓裳後六么」的「霓」ngai4讀成「覓」mik6；說是背誦卻眼神飄忽，經常偷看。

#### 文創能力
陳興濤對自身文藝創作能力十分自信。因求學期間得悉有同學墮樓自殺，他下定決心出版《心窗行動》，以解決香港學生自殺問題。然而數十年過去，仍未動筆。陳興濤在《破・地獄》上映期間，累計觀賞十餘次，並頻頻向楊受成、陳茂賢、衛詩雅尋求合作，要以監製身份籌拍《破・地獄》續集，然而並沒有回音。陳興濤聲稱於大學時期便擅彈結他，並於2023年時常上載手捧結他自彈自唱的影片。然而被網民發現他只是隨機擺動結他弦，並不懂如何彈結他。陳興濤自此就沒有再公開自己彈結他的影像。

#### 英語能力
陳興濤自稱於大學畢業後，到歐洲流浪九個月，結識不少外籍女伴。然而據其在Facebook專頁及Youtube頻道上載的影片所示，其英語水平十分低劣，與外籍人士及菲傭進行簡單英文對答溝通時十分吃力。

### 雜聞
2021年，因應肺炎疫情，香港政府多次實施限制食肆營運的措施，於1月6日在深水埗突襲封城。令陳興濤位處南昌街89號的分店無法進行晚市外賣生意，入稟小額錢債處向政府追討賠償777元。
2024年，有網民在「農塲餐廳關注組」出帖稱在農塲餐廳點了一份五成熟的牛排，從隨文附圖所見，上菜的是一塊已調味但尚未烹調的生牛排及一尾生龍蝦。
2024年，陳興濤親身前往當時陷入衝突風波的屯門一品刀削麵店鋪，並在閘上張貼紅字黃色大字報尋求合作機會，並於其個人專頁稱事件為網民網絡欺凌下的悲劇。
2024年，陳興濤聲稱當年曾接受陳惜姿訪問並提供長子照片予她，訪問公開後感到受盡奚落，對被稱為「現實版丁蟹」大感不滿。陳興濤因此與陳惜姿、陳勝藍及張劍虹交惡，每每提及皆情緒激動。
2024年，陳興濤因拖欠薪金、租金及借貸，引發網絡爭議，社交媒體中更出現「農塲餐廳關注組」。陳興濤則於其個人臉書專頁「農塲餐廳 」多次與網民隔空論戰，以「網上生物體」、「喪盡天良」形容與其對立之網民；「報紙佬報紙妹」形容報道其劣跡的傳媒。其後，「農塲餐廳關注組」中有網民聲稱翻查2001年港大周年校友聚會的合照及簽名，發現陳興濤曾於各種訪問中聲稱出席該次活動，但卻未有留下簽名及合照，並質疑陳興濤自稱就讀的港大學系名稱前後不一致。面對學歷被質疑，陳興濤未有回應及出示任何與港大相關的畢業照、證書作出證明。亦有農塲餐廳的食客就陳興濤的社交媒體中舞刀及粗口罵人的行為表示擔憂。

## 逸聞

### 「百」廢待「興」
陳興濤對數字100有莫名執著，卻總是因此失敗或倒霉。例如執著於開100間農塲餐廳分店，屢屢不計後果快速擴充導致結業；執著於教授100名中一生背誦琵琶行，結果只教授了一個學生一節課，農塲餐廳便告結業。此外，據統計陳興濤名下門市已結業接近60次，或可達成反向開100間農塲餐廳的成就。

## 資料來源
1. ↑  . paper.wenweipo.com.   [2025-02-18].
2. ↑  奇招管員工 禁煙讀日記 的存檔，存档日期2007-09-30. 蘋果日報，2002年1月1日
3. ↑  . vLex.   [2025-02-18] （英语）.
4. ↑  端木站長. . Tax Station. 2024-08-05  [2025-02-18] （中文）.
5. ↑  .   [2025-02-18].
6. ↑  往事只能回味：錢債人情還 的存檔，存档日期2007-09-30. 蘋果日報，2007年1月30日
7. ↑  風雲人物：仲笑得出　陳興濤《飲食男女》第668期，2008年5月16日
8. ↑  農場餐廳創辦人﹕香港有公義 上訴得直 禁任董事期減半年 的存檔，存档日期2008-07-28. 明報，2008年7月23日
9. ↑  .   [2015-01-08]. （原始内容存档于2019-02-16）.
10. ↑  . 信報網站 hkej.com.   [2025-02-18] （中文（香港））.
11. ↑  . 香港01. 2023-10-27  [2024-04-27] （中文（香港））.
12. ↑  . 經濟一周. 2023-11-01  [2024-04-27] （中文（香港））.
13. ↑  陳文德. . UHK 港生活. 2024-06-07  [2025-02-18] （中文（香港））.
14. ↑  陳文德. . UHK 港生活. 2024-06-07  [2025-02-18] （中文（香港））.
15. ↑  . 星島頭條. 2025-02-07  [2025-02-18] （中文（香港））.
16. ↑  .   [2022-06-11]. （原始内容存档于2022-07-04）.
17. ↑  . 明報新聞網. 2022-10-03  [2022-10-03].
18. ↑  . 新Monday. 2022-12-08  [2022-12-10]. （原始内容存档于2022-12-10） （美国英语）.
19. ↑  . 明報新聞網. 2023-11-09  [2024-06-24] （中文（香港））.
20. ↑  . on.cc東網. 2017-12-06  [2025-02-19] （中文（香港））.
21. ↑  Tabo. . 大口仔功課簿. 2008年5月29日  [2025-02-25].
22. ↑  . apple-daily.eth.limo.   [2025-02-25].
23. ↑  新假期. . 新假期. 2022-03-29  [2025-02-18] （中文（香港））.
24. ↑  . Yahoo News. 2022-03-30  [2025-02-18] （中文（香港））.
25. ↑  白兔糖. . 香港01. 2022-11-30  [2025-02-18] （中文（香港））.
26. ↑  . 經濟一週. 2023-11-01  [2025-02-18] （中文（香港））.
27. ↑  . 國際電腦漢字及異體字知識庫.
28. ↑  . 香港文匯網 www.wenweipo.com.   [2025-03-11].
29. ↑  中華民國僑務委員會. . 台灣. 1997年: 101–122.
30. ↑  鄺梓晴. . UHK 港生活. 2024-06-18  [2025-03-11] （中文（香港））.
31. ↑  . on.cc東網. 2021-02-06  [2025-02-18] （中文（香港））.
32. ↑  陳文德. . UHK 港生活. 2024-05-30  [2025-02-18] （中文（香港））.
33. ↑  鄺梓晴. . UHK 港生活. 2024-06-18  [2025-02-18] （中文（香港））.
34. ↑  . www.facebook.com.   [2024-07-16].
35. ↑   (PDF). 90th Anniversary Celebrations.   [2024-07-16]. （原始内容存档 (PDF)于2024-08-04）.
36. ↑  端木站長. . Tax Station. 2024-08-09  [2025-03-11] （中文）.